# قریه حریب (روستا)
 قریه حریب  به عربی ( قریة الَحریب )، روستایی است در دهستان طویله از توابع استان 
استان صَنعاء در کشور یمن در شبه جزیره عربستان.

## جمعیت
جمعیت آن (۵۶ ) نفر (۶ خانوار) می‌باشد.